# Nájemník (film)
Nájemník (v originále Le Locataire) je francouzský dramatický film z roku 1976, který režíroval Roman Polański podle románu Le Locataire chimérique od Rolanda Topora. Snímek měl světovou premiéru na filmovém festivalu v Cannes dne 24. května 1976.

## Děj
Trelkovsky je plachý a rezervovaný muž, jde navštívit prázdný byt, aby si jej pronajal. Během návštěvy mu domovník řekne, že bývalá nájemnice, chtěla bez zjevného důvodu spáchat sebevraždu tím, že se vrhla z okna bytu. Po její smrti se do domu nastěhuje. Různí obyvatelé si obzvláště potrpí na klid a pořádek v domě. Postupně začíná být paranoidní a začíná si představovat, že ho všichni sousedé tlačí k sebevraždě.

## Obsazení
| Roman Polański            | Trelkovsky                |
| Isabelle Adjaniová        | Stella                    |
| Melvyn Douglas            | pan Zy                    |
| Shelley Wintersová        | správcová                 |
| Bernard Fresson           | Scope                     |
| Claude Dauphin            | muž u nehody              |
| Jo Van Fleet              | paní Dioz                 |
| Rufus                     | Georges Badar             |
| Romain Bouteille          | Simon                     |
| Jacques Monod             | kavárník                  |
| Josiane Balasko           | zaměstnankyně v kanceláři |
| Gérard Jugnot             | zaměstnanec               |
| Michel Blanc              | soused                    |
| Florence Blot             | paní Zy                   |
| Lila Kedrova              | paní Gaderian             |
| Héléna Manson             | ošetřovatelka             |
| Patrice Alexsandre        | Robert                    |
| Jean-Pierre Bagot         | policista                 |
| Jacques Chevalier         | šéf                       |
| Albert Delpy              | soused                    |
| Bernard-Pierre Donnadieu  | číšník v baru             |
| Alain Frérot              | bezdomovec                |
| Louba Guertchikoff        | žena u nehody             |
| Raoul Guylad              | kněz                      |
| Eva Ionesco               | dcera paní Gaderian       |
| Maïté Nahyr               | Lucille                   |
| André Penvern             | číšník v kavárně          |
| Dominique Poulange        | Simone Choule             |
| Jacques Rosny             | Jean-Claude               |
| Serge Spira               | Philippe                  |
| Vanessa Vaylord           | Martine                   |
| François Viaur            | policista                 |
| Claude Piéplu             | soused                    |
| Marie-Christine Descouard | žena v baru               |

## Ocenění
- César: nejlepší výprava (Pierre Guffroy)